# Saalhausen (Freital)
Saalhausen ist ein Stadtteil der sächsischen Großen Kreisstadt Freital im Landkreis Sächsische Schweiz-Osterzgebirge.

## Geographie
Saalhausen liegt im Westen des Freitaler Stadtgebietes unmittelbar am Weißiger Wald. An den Ort grenzt im Nordwesten der Wilsdruffer Ortsteil Oberhermsdorf und im Südwesten Kleinopitz. Des Weiteren schließen sich die Freitaler Stadtteile Wurgwitz im Norden, Zauckerode im Nordosten, Döhlen im Osten und Südosten und Weißig im Süden an.
Die einzige Straße nach Saalhausen führt von der Staatsstraße 36 in Zauckerode in den Ortskern. Ein Waldweg verbindet den Ort mit Weißig und mit Oberhermsdorf. Die Anbindung Saalhausens an den öffentlichen Personennahverkehr wird durch die Freitaler Stadtbuslinie 161 des Regionalverkehrs Sächsische Schweiz-Osterzgebirge gewährleistet. Der nächste Bahnhof befindet sich in Potschappel.

## Geschichte
Die erste urkundliche Erwähnung stammt aus dem Jahr 1350 mit dem Namen Salesen. Die Einwohnerzahl überstieg nicht die Grenze von 600, 1849 lebten in der Gemeinde ca. 205 Bürger, 50 Jahre später wurden schon 450 Bürger gezählt.
Saalhausen war nach Pesterwitz gepfarrt, die Kinder besuchten die dortige Schule. Später wurde der Schulbetrieb in die Zauckeroder Schule verlegt, 1859 errichtete die Gemeinde ein eigenes Schulgebäude. Der Ort gehört auch heute noch zur Kirchgemeinde Pesterwitz.
1882 wurde in der Gemeinde vom Königlichen-Sächsischen Ministerium eine „Korrektionsanstalt für Arbeitsscheue“ errichtet. Im Laufe der Zeit wandelt sich der Charakter der Bezirksanstalt zu einem Pflegeheim für Sieche, Kranke und Versehrte. Im Ersten Weltkrieg wurden Soldaten gepflegt. Zu DDR-Zeit wurde der Komplex zum Kreispflegeheim Freital-Saalhausen umfunktioniert. Die Auflösung des Pflegeheimes erfolgte in der Zeit von 1988 bis 1992. Es wurde ein neues Heim in Freital an der Leßkestraße gebaut. Das alte Kreispflegeheim verfällt in den letzten Jahren immer mehr.
Am 1. Januar 1973 wurde der Ort nach Freital eingemeindet und ist seitdem ein Stadtteil der Stadt.

### Entwicklung der Einwohnerzahl
| Jahr | Einwohnerzahl                           |
| ---- | --------------------------------------- |
| 1551 | 6 besessene Mann, 1 Häusler, 6 Inwohner |
| 1764 | 8 besessene Mann, 2 Häusler, 6 Inwohner |
| 1834 | 135                                     |
| 1871 | 290                                     |
| 1890 | 454                                     |
| 1910 | 556                                     |
| 1925 | 608                                     |
| 1939 | 619                                     |

| Jahr | Einwohnerzahl |
| ---- | ------------- |
| 1946 | 554           |
| 1950 | 522           |
| 1964 | 441           |
| 1990 | 265           |
| 2000 | 130           |
| 2010 | 114           |
| 2015 | 132           |
| 2017 | 128           |